# Capone (téléfilm, 2004)
Pour les articles homonymes, voir Capone.
Capone est un téléfilm français coécrit et coréalisé en 2004 par Jean-Marc Brondolo.

## Synopsis
Réno, 50 ans et amateur de tiercé, s'endette auprès de deux truands pour acheter un étalon prometteur nommé Capone. Le voyant incapable de les rembourser, les créanciers le menacent d'abattre le cheval s'il ne sont pas payés dans les 24 heures. Sans permis ni voiture, Réno soudoie Alex, un chauffeur de taxi doté d'une remorque, pour les conduire lui et Capone en Laponie où se trouve son ami Raskine, un ancien taulard reconverti dans les courses de chevaux.

## Fiche technique
Source : IMDb, sauf mention contraire
- Réalisateur : Jean-Marc Brondolo
- Scénariste : Jean-Marc Brondolo et Olivier Loustau
- Production :
  - Producteur(s) : Xavier Durringer et Bruno Petit
  - Producteur(s) exécutif(s) : Erkki Kivi et Tuomas Sallinen
- Musique du film : Lionel Chatton et Alex Ojasti
- Directeur de la photographie : Marie Spencer
- Montage : Raphaele Urtin
- Création des décors : Eric Durringer
- Création des costumes : Thierry Delettre, Tanja Savalainen et Tanja Savolainen
- Société(s) de production : Arte, 7e Apache Film
- Format : Couleur - Son Dolby Digital
- Pays d'origine : France
- Lieux de tournage :  France et  Finlande
- Genre : inconnu
- Durée : 89 minutes

## Distribution
- Serge Riaboukine : Réno, un turfiste sans scrupules qui achète "Capone", un cheval de course prometteur
- Gérald Laroche : Alex, un chauffeur de taxi qui le conduit, lui et son cheval, jusqu'en Finlande
- Florence Thomassin : Carole, sa femme
- Olivier Loustau : Gabriel
- Jean Miez : Marco
- Bruno Guillot : Daniel

## Distinction
Serge Riaboukine a obtenu le Fipa d'or 2004 de la meilleure interprétation masculine pour son rôle dans le film.